# Ligne de Mateur à Sidi M'himech
La ligne de Mateur à Sidi M'himech est une ligne de chemin de fer du nord de la Tunisie.